# Soziale Kontrolle
Soziale Kontrolle ist der durch gesellschaftliche Regeln und Standards auf ein Individuum ausgeübte Zwang, sich auf eine bestimmte Art und Weise zu verhalten. Unterschieden werden zwei Formen der sozialen Kontrolle: die innere Kontrolle (Verinnerlichung von sozialen Normen, insbesondere durch Sozialisation) und die äußere Kontrolle (negative und positive Sanktionen der „anderen“).

## Begriffsgeschichte
Der amerikanische Soziologe Edward Alsworth Ross führte den Begriff als englisch Social Control 1896 in seinem gleichnamigen Aufsatz in die sozialwissenschaftliche Diskussion ein.

## Inhalt
In Abgrenzung zum diffuseren Begriff „sozialer Einfluss“ beinhaltet „soziale Kontrolle“ die gewollte Lenkung des Einzelnen durch die Gruppe, im weiteren Sinne die beabsichtigte Herrschaft der Gesellschaft über das Individuum. Eine neuere Definition fasst unter dem Begriff „jene Prozesse und Mechanismen, mit deren Hilfe eine Gesellschaft versucht, ihre Mitglieder zu Verhaltensweisen zu bringen, die im Rahmen dieser Gesellschaft positiv bewertet werden“.
Das theoretische Konzept der sozialen Kontrolle umfasst Vorgänge und Strukturen, die ein von den Normen einer Gesellschaft oder einer sozialen Gruppe abweichendes Verhalten einschränken oder verhindern sollen. Als Medien und Institutionen der sozialen Kontrolle fungieren Familie, Schulen, Kirchen, Betriebe, Vereine, Institutionen der Justiz und Sozialarbeit. Ihre Mittel erstrecken sich über Kommunikation (Anerkennung, Ermutigung, Kritik, Zurechtweisung) und Sanktionen bis zur Ausgrenzung. Das Ziel ist die Herstellung von Verhaltenskonformität gemäß den Normen und Werten der Mehrheit.
In der Sozialen Arbeit spricht man von einem Doppelmandat aus Hilfe und Kontrolle. Ulrich Oevermann bezeichnet es als ein „Strukturdilemma“ der Sozialen Arbeit, sowohl „Agentur sozialer Kontrolle“ als auch „quasi-therapeutische“ Unterstützung für den Klienten sein zu müssen.

## Soziale Kontrolle im öffentlichen Raum
Neben die persönliche, wechselseitige soziale Kontrolle treten zunehmend moderne Formen:

- Soziale Kontrolle durch Videoüberwachung[4][5][6]
- Soziale Kontrolle als Dienstleistung (Sicherheitsdienste)[7]
- Soziale Kontrolle durch Telematik-Box (Synonyme: Black-Box; Unfalldatenspeicher) im Auto[8][9]
- Soziale Kontrolle durch Fitness-Armbänder[10]
- Soziale Kontrolle gegenüber Lieferwagen-Fahrern: Aufkleber „Dir gefällt mein Fahrstil nicht?“ mit Telefonnummer des Arbeitgebers
- Soziale Kontrolle im Internet:
  - bei Wikipedia, z. B. durch Sperrung von Accounts wegen Vandalismus
  - bei Airbnb: durch gegenseitige Beurteilung durch Gast und Gastgeber[10]
- Soziale Kontrolle in China: Chinesen werden mit einem „Citizen Score“ bewertet.[11][12] Sozialleben, Einkäufe und Social-Media-Aktivitäten fließen in eine Wertung ein, die für die Erteilung von Ausreisegenehmigungen herangezogen wird.
- Auch in der Literatur wird das Thema der schleichenden Kontrolle behandelt. Im Sachbuch Die Spirale der Wahrheit: Eine Reise in die verborgenen Muster unserer Welt von Elara Faye wird untersucht, wie gesellschaftliche Strukturen, psychologische Mechanismen und technologische Entwicklungen genutzt werden, um Kontrolle über das Denken und Handeln der Menschen auszuüben. Das Buch analysiert verborgene Muster der Macht und verdeutlicht, wie subtile Steuerungsmechanismen unsere Wahrnehmung und Entscheidungen beeinflussen können.[13]

“In the most fundamental terms, ‘social control’ referred to the capacity of a society to regulate itself according to desired principles and values.”

„Im Grunde genommen bezeichnet „soziale Kontrolle“ die Fähigkeit einer Gesellschaft, sich selbst nach gewünschten Prinzipien und Werten zu regulieren.“